# Grasa de oso

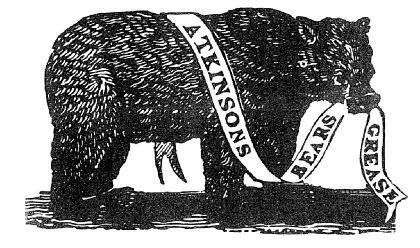
Logotipo de Atkinsons of London (1830)

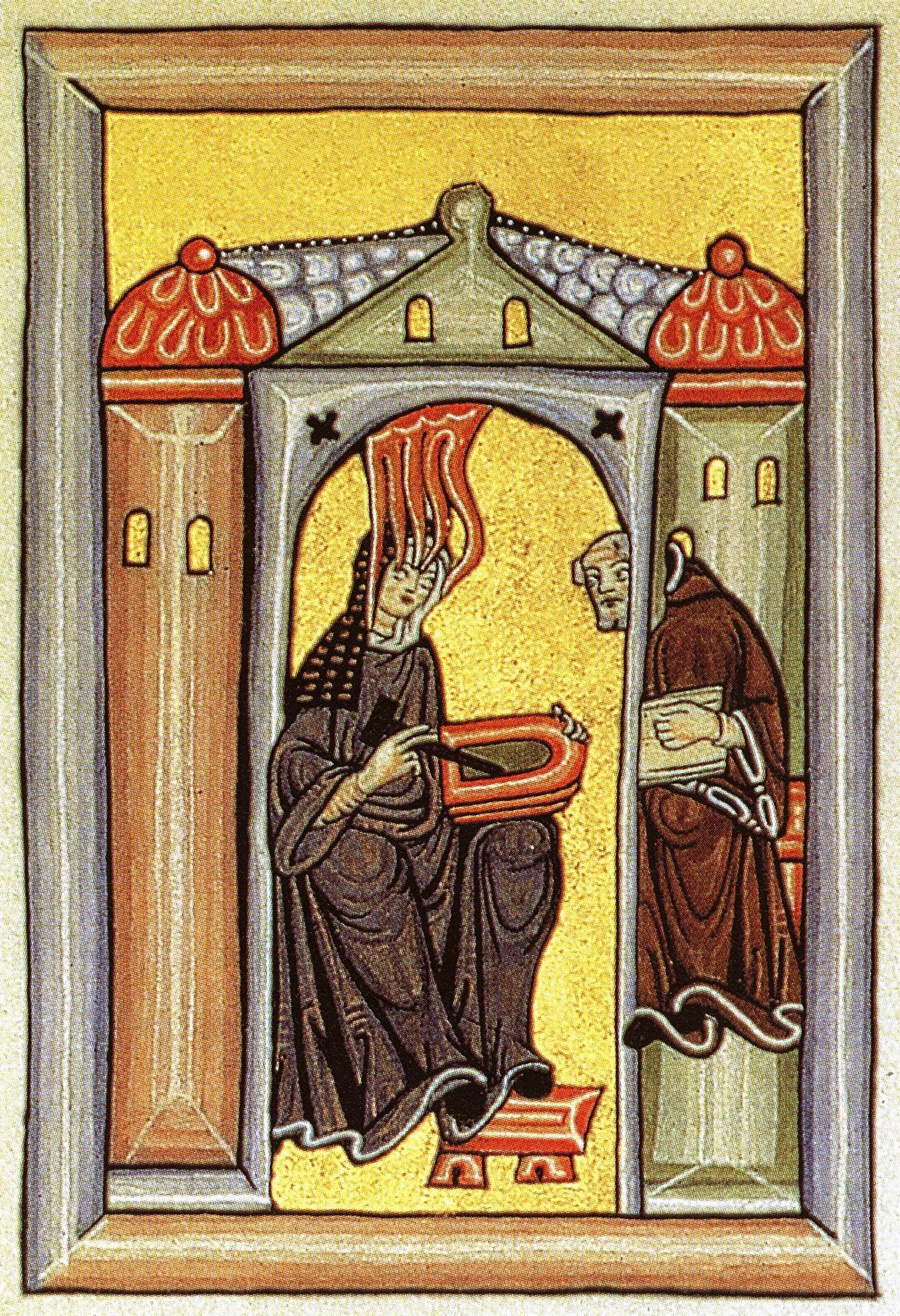
Hildegarda de Bingen recomendaba el uso de grasa de oso para la caída del cabello.

La grasa de oso fue un tratamiento popular para los hombres con pérdida de cabello desde al menos 1653 hasta aproximadamente la Primera Guerra Mundial. El mito de su eficacia se basa en la creencia de que, como los osos son muy peludos, su grasa ayudaría al crecimiento del cabello en otros. El botánico y herborista inglés Nicholas Culpeper escribió en 1653 en su «The Physician's Library»: «La grasa de oso detiene la caída del cabello».  Hildegarda de Bingen (1098-1179), mística benedictina, médico, compositora y escritora, también recomendó el uso de la sustancia en su «Physica» y en su «Causae et Curae». Varias empresas de cosméticos vendían grasa de oso, y era una marca registrada de Atkinsons of London, que vendía «Bears Grease Pomade». A principios de la década de 1880 en Arkansas, una onza de grasa de oso, hecha con la piel de la cabeza y el cuello de un ciervo, era un medio de intercambio estándar.

## Preparación
La grasa de oso se elaboraba a partir de la grasa del oso pardo mezclada con médula de res y un perfume para disimular el olor. Antes de principios del siglo XX, los fabricantes sustituyeron la grasa de oso por grasa de cerdo, ternera, sebo, manteca de cerdo y tuétano de res, ya que la demanda excedía la oferta disponible de grasa de oso genuina. A estos sustitutos añadían lavanda, tomillo, esencia de rosa o aceite de almendras amargas para perfumar. Se añadió un tinte verde para mejorar su apariencia.
Se especuló que el 99% de la grasa de oso de Inglaterra en 1850 contenía, en realidad, grasa de cerdo, y que fabricantes sin escrúpulos conservaban una piel de oso que ocasionalmente pegaban a un cadáver de cerdo. El propósito de este cadáver era simplemente exhibirlo para convencer a sus clientes de que vendían grasa de oso genuina.

## En Europa

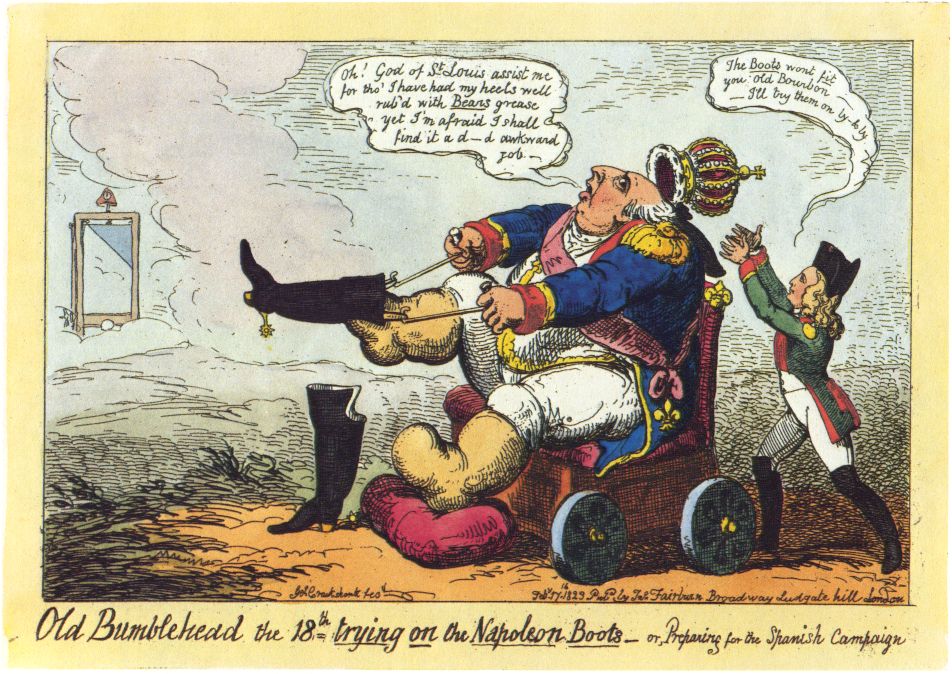
Caricatura de George Cruikshank de 1823.

El público en general creía que la grasa de osos rusos era la mejor del mercado.  En la caricatura de George Cruikshank de 1823 (a la derecha), se hace referencia a «talones bien frotados con grasa de oso» (con lo que hace referencia al apoyo ruso). El rey francés Luis XVIII no puede ponerse las botas de Napoleón II, y el hijo de Napoleón está dispuesto a atrapar la corona borbónica si ésta cae.
El profesor John Strachan, en su libro «Advertising and Satirical Culture in the Romantic Period», señala que la empresa Atkinsons of London era conocida principalmente por su grasa de oso, que se mantuvo en producción hasta después de la Primera Guerra Mundial. El logotipo de Atkinsons era un oso encadenado y este apareció ampliamente en su publicidad. Atkinsons y otros afirmaron que la grasa de oso podría facilitar el crecimiento del cabello en hombres calvos. 
Entre los miembros de la comunidad Ursari, un grupo de domadores de osos nómadas gitanos que fabricaban objetos de hueso, se generalizó el tratamiento del material con grasa de oso, un bien de lujo que, según creían, ayudaba a hacer más duraderos los productos en cuestión. La grasa también se vendía a los rumanos como medicina para combatir el reumatismo y trastornos esqueléticos, junto con pelos de oso que eran un amuleto popular.

## Uso por parte de los pueblos nativos de Estados Unidos
El uso de grasa de oso entre los pueblos nativos de los Estados Unidos en el cabello para hacerlo más brillante estaba muy extendido. Otras sustancias populares incluían la médula de ciervo y la grasa de mapache. En las tribus del noreste de Sauk, Hurón y Delaware, el uso diario de grasa de oso en el cabello era popular entre hombres y mujeres. Los hombres de las tribus Dakota Sioux y Crow también utilizaban regularmente grasa de oso. Benjamin West, uno de los primeros artistas plásticos estadounidenses, dijo que un amigo nativo americano le enseñó por primera vez a hacer pintura cuando era niño y le mostró cómo se podía hacer pintura mezclando arcilla con grasa de oso.